# 性役割

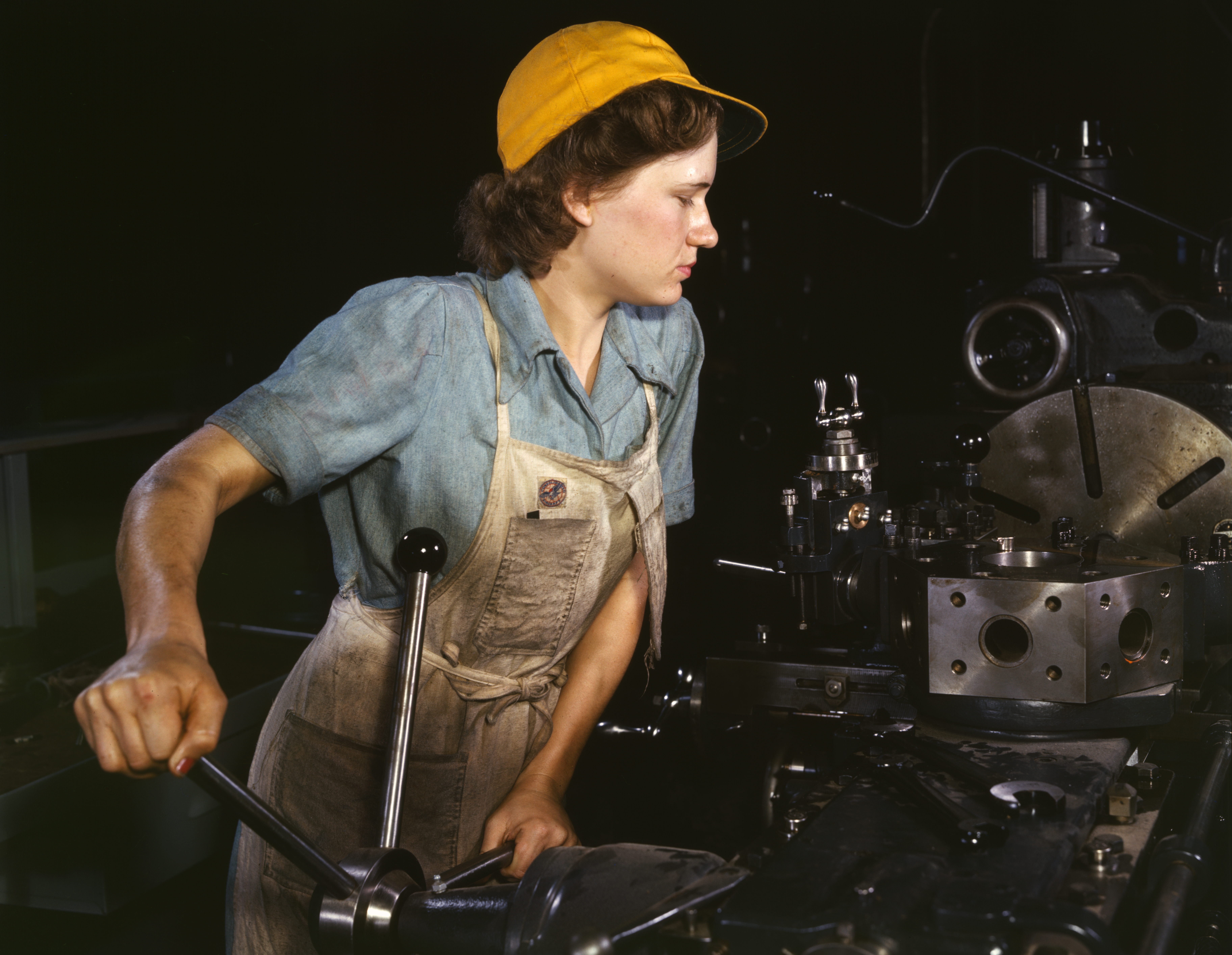
第二次世界大戦の間、輸送機の部品を作るために工場で労働する女性。

性役割（せいやくわり）またはジェンダーロール（英語: gender role）とは、その性別に、社会的に期待されている役割のことである。

## 概説
性役割は一般的には男らしさと女らしさの概念を中心に据えられる。さらに人種や民族などの文化によっても異なる。
例えば、「男だから、めそめそしない、(男らしさ)」「女だから、おしとやかにする(女らしさ)」などの行動規範に従って行動するとき、その人物は性役割を演じているとされる。この場合、特定の性に本人の好むと好まざるとを問わず、一定の役割を期待すると共に、その役割に応ずる準備や能力、資質、性向がない場合、不要なストレス、劣等感を当事者に持たせ、社会的に自分が不完全であり、不適応であるとの疎外感や差別感を持たせることになってしまう。これは、女性に賃金労働上の成功のチャンスを与えないばかりか、男性にマッチョイズム（男性至上主義）のシンボルとして適合しない場合、その権威への落第者といった自己評価の低下をもたらすなど、さまざまな議論を投げかけるものでもある。